# Muscicapa itombwensis
Muscicapa itombwensis (syn: Fraseria itombwensis) és una espècie d'ocell de la família dels muscicàpids (Muscicapidae), endèmica de les muntanyes Itombwe, a l'est de la República Democràtica del Congo.
Anteriorment se'l considerava una subespècie del papamosques de Chapin. Al igual que aquest, el seu hàbitat natural són els boscos muntanya humits subtropicals o tropicals i està amenaçat per la pèrdua d'hàbitat.

## Taxonomia
A la Classificació del Congrés Ornitològic Internacional (versió 11.2, 2021) se'l considera al gènere Muscicapa. Tanmateix, en el Handook of the Birds of the World i la quarta versió de la BirdLife International Checklist of the birds of the world (desembre 2019) se'l classifica dins del gènere Fraseria, com una subespècie del papamosques de Chapin (F. lendu itombwensis).